# Ribeirão Anhumas
Ribeirão Anhumas, também conhecido como Ribeirão das Anhumas é um rio brasileiro do estado de São Paulo. Sendo esse não apropriado para banho ou navegação.  Sua nascente fica em  Campinas e tem sua foz em Paulínia.
A nascente do Ribeirão das Anhumas se localiza no Jardim São Fernando,  no entroncamento da Rua Serra do Piqueri com Rua Serra da Saudade, passando ao lado do Posto de Saúde do Jardim Paranapanema e seguindo em direção ao CT do Guarani, cruzando por debaixo do gramado deste na diagonal, em frente ao Estádio do Guarani recebe as águas do Córrego Proença e segue pela Via Norte-Sul até a localidade conhecida como Piscinão onde recebe as águas do Córrego Serafim, passa pelo Jardim Imperador e Santa Cândida e mais adiante recebe o Ribeirão das Pedras em Barão Geraldo. até sua foz no Rio Atibaia, dentro das dependências do Parque Industrial da Rhodia na Vila Lutécia em Paulínia, próximo a Estrada da Rhodia. 
Bacia Hidrográfica do Ribeirão Anhumas Prefeitura de Campinas.
O ribeirão deu o nome à Estação de Anhumas, terminal da Viação Férrea Campinas-Jaguariúna, uma linha turística com locomotivas a vapor, que por sua vez recebeu esse nome por ser sido no passado o pouso invernal das anhumas, uma espécie de ave pantaneira.